# ماتياس سانشيز (لاعب كرة قدم أرجنتيني)
ماتياس سانشيز (بالإسبانية: Matías Ezequiel Sánchez)‏ (5 مارس 1983 في الأرجنتين - ) هو لاعب كرة قدم أرجنتيني في مركز الوسط.